# Stille Nacht, raue Nacht
Stille Nacht, raue Nacht ist ein deutscher Fernsehfilm der Regisseurin Sophie Averkamp aus dem Jahr 2024.

## Handlung
Hamburg, drei Tage vor Heiligabend. Wissenschaftlerin Liane und ihr Freund Philipp sind auf die Wintersonnenwendfeier ihrer älteren Halbschwester Svea eingeladen. Obwohl sich die Schwestern gut miteinander verstehen, kann Liane, die sich als Klimaforscherin tagtäglich mit Zahlen und Fakten auseinandersetzt, nur wenig mit Sveas Begeisterung für Esoterik und die bevorstehenden Rauchnächte anfangen. Als Svea ihre Gäste nach dem gemeinsamen Essen auffordert, dreizehn Wünsche auf kleine Zettel zu schreiben, die nach Brauchtum während der Rauhnächte verbrannt werden sollen, beobachtet Liane, wie Philipp seinen Kinderwunsch auf einen der Zettel formuliert. Noch am Abend spricht sie ihn darauf an. Philipp, der sich ein Leben ohne Kinder nicht vorstellen mag, bittet sie einmal mehr, endlich eine Entscheidung zu treffen, doch Liane, die keine Veränderung möchte, erteilt ihm eine Absage. Er schlägt daraufhin eine Auszeit vor und entscheidet sich dazu, über die Feiertage nach La Gomera zu fliegen.
Zwei Tage später trifft Liane im Bus auf Mani, den sie bereits auf Sveas Feier kennengelernt hat. Die Begegnung mit dem spirituellen Freigeist ermutigt sie, ebenfalls dreizehn Wünsche für die Rauhnächte zu formulieren. Am Mittag des 24. Dezembers begegnen sich die beiden erneut, als Mani zum Baden in die Elbe steigt. Liane bietet ihm an, sich bei ihr Zuhause aufwärmen zu können, wo sie bei einer Tasse Tee jeweils den ersten Wunschzettel verbrennen. Die Ruhe wird jäh gestört, als unerwartet Philipps Querdenker-Eltern Marianne und Wolfgang zum Weihnachtsbesuch vor Tür stehen. Liane fällt zunächst aus allen Wolken, arrangiert sich letztlich jedoch mit der Aussicht, Heiligabend mit Mani und ihren Schwiegereltern in spe verbringen zu müssen. Ein heraufziehendes Sturmtief zwingt die vier jedoch noch während des Abendessens dazu, Schutz im Keller zu suchen, wo sie auf Lianes Nachbarn Hinnerk und dessen Familie stoßen. Nach einem Wasserrohrbruch flüchten sie gemeinsam im Hinnerks SUV bis der Sturm vorüber ist.
Bei einem Telefonat am nächsten Morgen verrät Svea Liane, dass bei Mani wenige Tage zuvor ein Tumorrezidiv festgestellt wurde. Liane versucht, ihn zur Chemotherapie zu bewegen, doch dieser lehnt ab. Als sie von einem versöhnlichen Gespräch mit Marianne zurückkehrt, ist Mani verschwunden. Sie macht sich auf, ihn zu suchen. In der Auffahrt trifft sie auf Philipp, der kurzerhand von den Kanaren zurückgekehrt ist und sie um Verzeihung bittet. Nachdem Mani ihr eine neue Perspektive auf eine gemeinsame Zukunft mit Philipp eröffnen konnte, gibt Liane während der gemeinsamen Silvesterfeier mit Svea und ihrer Familie zu Philipps Freude vor, einen Schnuller beim Bleigießen erkennen zu können. Als Liane wenige Tage später am Elbufer sitzt, begegnet sie Mani wieder. Wortlos entfalten sie jeweils ihren letzten Wunschzettel (Liane: „Ich vertraue“, Mani: „Ich bin gesund“), ehe Mani weiterzieht und Liane ihre Kleidung ablegt und ins Wasser steigt.

## Hintergrund

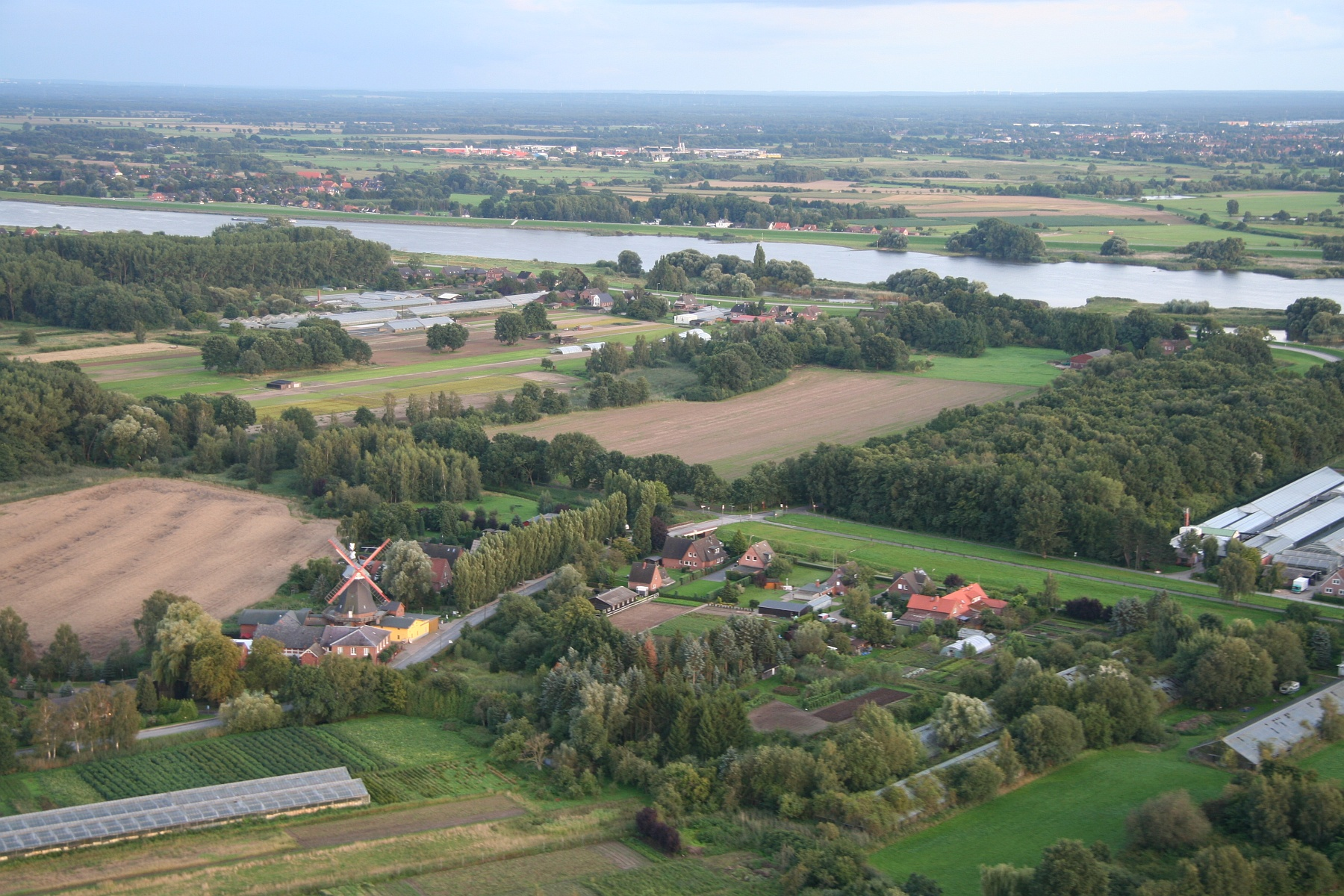
Große Teile des Films entstanden in Hamburg-Kirchwerder.

Stille Nacht, raue Nacht wurde von der Relevant Film Produktionsgesellschaft im Auftrag des ZDF hergestellt. Als Produzentin agierte Heike Wiehle-Timm, die für den Sender in den Vorjahren bereits die Weihnachtsfilme Weihnachten … ohne mich, mein Schatz! (2011), Ein Lächeln nachts um vier (2017), Weihnachten im Schnee (2019), Alice im Weihnachtsland (2021), Ein Taxi zur Bescherung (2022) und Weihnachtspäckchen ... haben alle zu tragen (2023) realisiert hatte. Das Drehbuch zum Film steuerte Autorin Silke Zertz bei, die in den Jahren 2018 und 2019 für das ZDF an den weihnachtlichen Familienfilmen Pauls Weihnachtswunsch und Ein himmlisch fauler Engel beteiligt gewesen war. Für Regie und Kamera konnten wiederum Sophie Averkamp und Theresa Maué verpflichtet werden, die 2023 an dem Zweiteiler Familie anders für Roxy Film und das ZDF-Herzkino mitgewirkt hatten. Die Redaktion im ZDF übernahm Berit Teschner.
Die Dreharbeiten fanden vom 6. Februar bis 6. März 2024 in Hamburg und in den Vierlanden statt. In der Hansestadt dienten unter anderem der Antonipark und verschiedene Motive in Altona als Kulisse. Hauptspielort war hingegen ein Wohnhaus in Kirchwerder im Bezirk Bergedorf. Die Musik zum Film steuerte Komponist Giovanni Berg bei. Zu den Weihnachtsliedern, die neben seinem Score im Films eingespielt werden, gehören Have Yourself a Merry Little Christmas von Judy Garland, Like It’s Christma von den Jonas Brothers, Let It Snow von Frank Sinatra, Santa Claus Got Struck von Ella Fitzgerald, Feliz Navidad von José Feliciano und All I Want for Christmas Is You von Mariah Carey. Darüber hinaus sind Un Amor von den Gipsy Kings, Kodalines All I Want, Violent Femmes’ Blister in the Sun und Tears for Fears’ Mad World zu hören.

## Rezeption

### Kritik

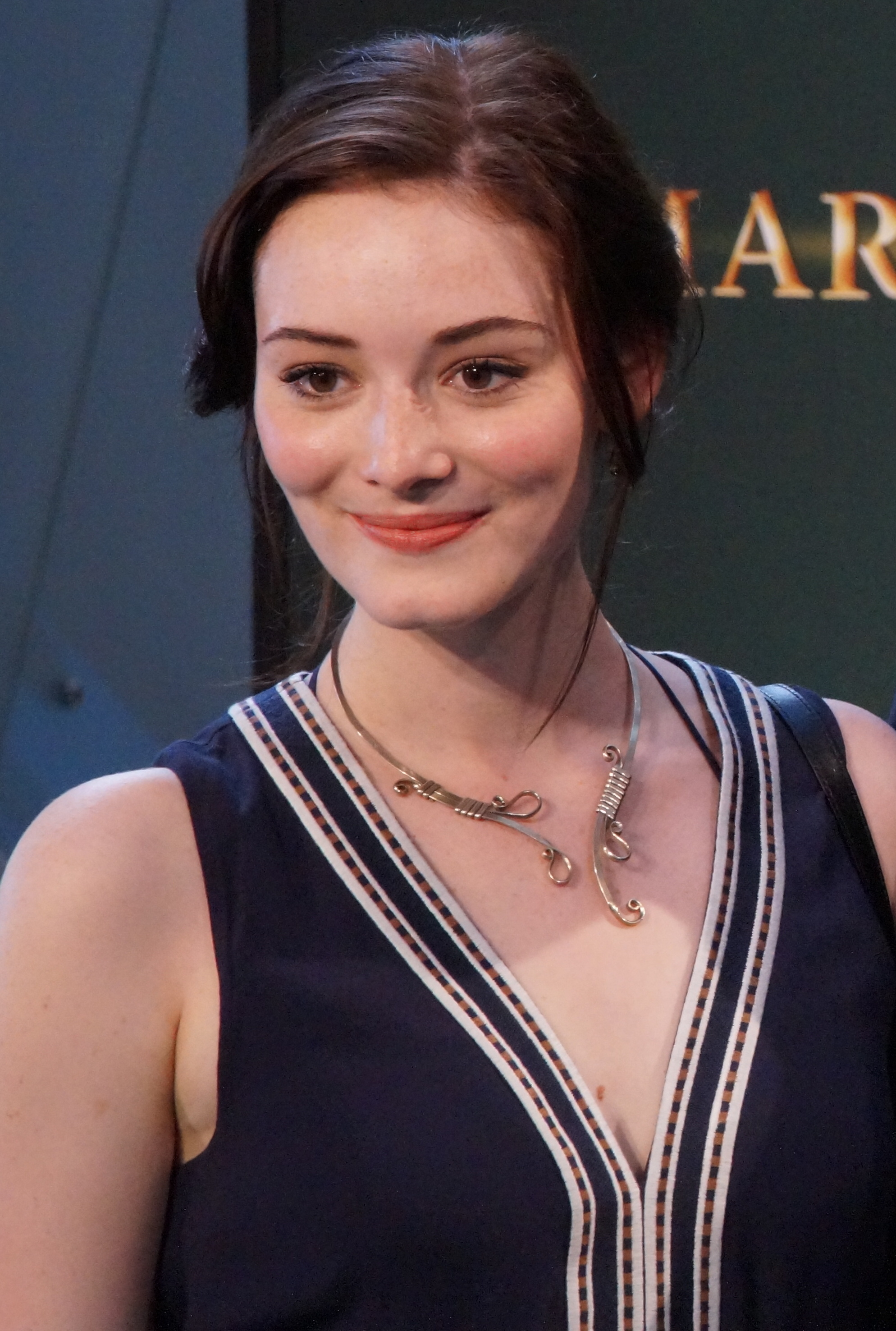
Die Besetzung um Hauptdarstellerin Maria Ehrich erhielt positive Kritiken für ihr Spiel.

Rainer Tittelbach von Tittelbach.tv befand, dass Stille Nacht, raue Nacht unterm Strich wie alle ZDF-Sonntagsfilme unter dem Herzkino-Label „ein Wohlfühlfilm“ sei, der jedoch „für mehr Toleranz, mehr Vielfalt im Denken eintritt und der nicht nur dialogreich mit (nicht nur frohen) Botschaften hausieren geht, sondern auch nonverbal/visuell zu sensibilisieren versteht“. Die „nachdenkliche Dramödie“ unterscheide sich insofern „deutlich von einer Komödie mit romantischem Flair“. Drehbuchautorin Silke Zertz packe „zwar so gut wie jedes Zeitgeist-Thema an, aber dies nervt nur selten, weil es zur Figurenzeichnung gehört, es eher beiläufig geschieht und weil es so viele andere Dinge gibt, die ins Bild oder zu Wort kommen“. Lob fand Tittelbach auch für das Spiel von Ehrich und Bause.
Prisma-Rezensent Hans Czerny resümierte, dass der Film mit einer „einer Mischung aus Romantik und Klimaskepsis“ die „ZDF-Weihnachtsfilm-Offensive mit einer frischen Perspektive auf das Fest der Liebe“ eröffne. Er schrieb ferner: „Im nicht ganz anderen Weihnachtsfilm Stille Nacht, raue Nacht mischt Sophie Averkamp die Weihnachtsromantik samt Crooner-Evergreens auf der Tonspur geschickt mit der Klimaskepsis und dem Beziehungsstress von heute. Maria Ehrich macht als skeptische Umweltforscherin im romantic movie eine durchgehend glaubhafte Figur. Als sich bei eindringendem Wasser und Stromausfall alle in den SUV des Nachbarn retten und ein Plastik-Weihnachtsmann donnernd auf die Windschutzscheibe fällt, darf es auch mal komisch sein.“
Oliver Armknecht befand in seiner Rezension für das Internetportal Film-Rezensionen.de, dass Stille Nacht, raue Nach eine lustig Prämisse habe, aber „durch eine eklatante Einfallslosigkeit“ enttäusche. Die Charaktere schwankten „zwischen anstrengend und langweilig, der Film ist ohne Esprit und ohne Witz“. Zertz versuche zwar, den Figuren mehr Konturen zu geben, biete jedoch nur „ein typisch überfrachtetes Drehbuchkonstrukt, das sich mehr um eine Aussage kümmert als darum, eine lebensnahe Geschichte zu erzählen“ oder „etwas über Menschen zu sagen“. Positive Ansätze gebe es zwar, es „wäre nur wünschenswert gewesen, daraus auch einen besseren Film zu machen“. Übrig blieben „nur gute Absichten und aufmunternde Aussagen“.
Das Online-Portal Filmdienst bezeichnete den Spielfilm als „Weihnachtsfilm aus der Herzkino-Reihe, der klimasensibel ausgerichtet ist und etwa auf den obligatorischen Schnee verzichtet, sich aber auch über die Hauptfigur vom Gros des Formats abhebt. Die interessanten Ansätze kommen allerdings durch die vertrauten Klischees von der unvermeidlichen Liebesgeschichte bis zum matten Einsatz von Humor nur bedingt zum Tragen“. TV Spielfilm deklarierte die Produktion als „vom Winde verwehte Weihnachtsromanze“ und resümierte: „Schräge Truppe, erfrischendes Spiel mit Klischees“. Hörzu-Reporterin Melanie Koch nannte Stille Nacht, raue Nacht „eine nachdenklich stimmende Weihnachtsgeschichte, die gleichzeitig ein munterer Spaß ist“.

### Einschaltquoten
Stille Nacht, raue Nacht wurde am 17. November 2024 in der ZDF Mediathek zur Veröffentlichung freigegeben. Die TV-Erstausstrahlung erfolgte am 1. Dezember 2024 zur Hauptsendezeit im ZDF. Mit 3,47 Millionen Zuschauern und einem Marktanteil von 12,5 Prozent avancierte die Produktion hinter den ARD-Sendungen Tatort: Schweigen und Caren Miosga sowie der vorausgegangenen Tagesschau-Ausgabe zur viertmeistgesehenen Sendung des Tages. In der werberelevanten Zielgruppe der 14- bis 49-Jährigen konnte ein Marktanteil von 5,9 Prozent erzielt werden.

## Verweise
- Stille Nacht, raue Nacht in der ZDF-Mediathek. Video (88 Min.), abrufbar bis 17. November 2025
- Stille Nacht, raue Nacht bei IMDb
- Stille Nacht, raue Nacht  bei crew united